# El Menzah
El Menzah (àrab: المنزه, al-Manzah) és una delegació o mutamadiyya de la governació de Tunis que, de fet, és un barri de la ciutat de Tunis. Es troba just a l'oest de l'aeroport internacional de Tunis-Cartago, a la zona coneguda com a Cherguia. La delegació inclou les piscines i l'estadi olímpic, construït el 1967 per als V Jocs de la Mediterrània i amb capacitat per a 45.000 espectadors. La delegació té 43.100 habitants, distribuïts en els diferents nuclis que la formen.

## Administració
Com a delegació o mutamadiyya, duu el codi geogràfic 11 58 (ISO 3166-2:TN-12) i està dividida en cinc sectors o imades:
- 1er Juin (11 58 51)
- El Menzah (11 58 52)
- El Fath (11 58 53)
- El Manar (11 58 54)
- El Manar 1 (11 58 55)

Al mateix temps, constitueix una de les circumscripcions o dàïres, amb codi geogràfic 11 11 17, de la municipalitat o baladiyya de Tunis (codi geogràfic 11 11).